# Restaurace Červený jelen
Červený jelen je restaurace a hospoda, která vznikla v roce 2019 podle projektu architekta Stanislava Fialy z roku 2011 v prostorách původního bankovního trezoru, bankovní hale a prostoru Piano Nobile, kde bývala Anglicko-československá banka navržená českým architektem Josefem Gočárem. Nachází se v Praze na Novém městě v Hybernské ulici v barokním Swéerts-Sporckově paláci. Svůj název nese po sochách červených letících jelenů sochaře Michala Gabriela, které se nacházejí v nově zbudované uličce svatého Huberta, odkazující k původnímu majiteli paláce hraběti Šporkovi.

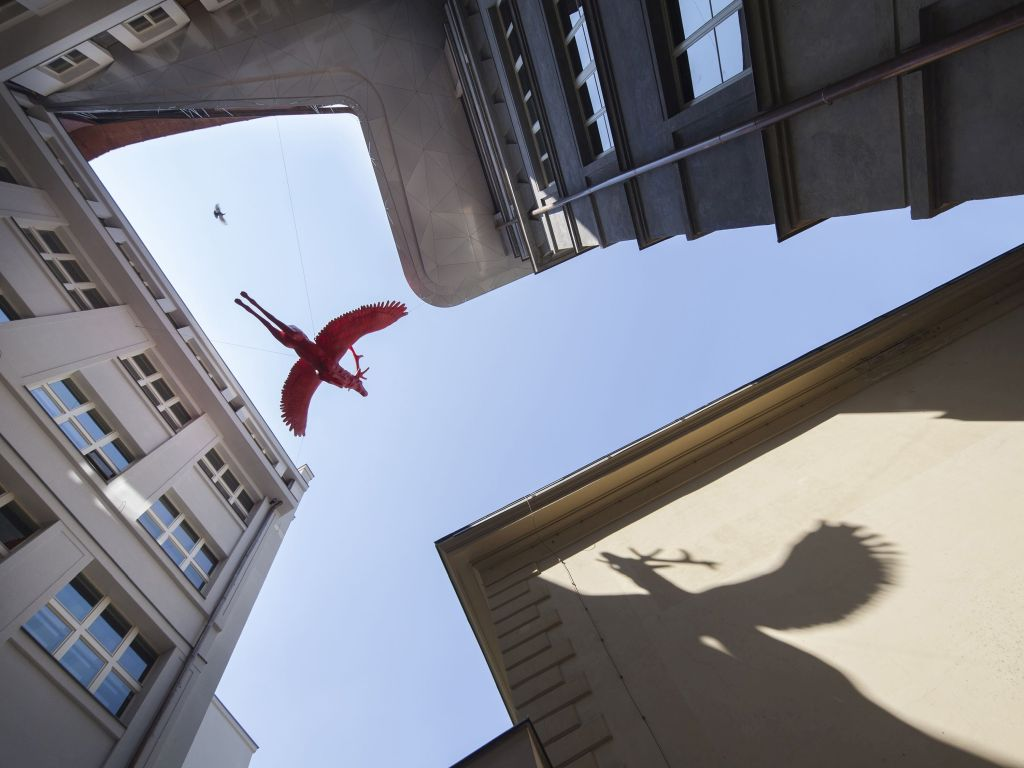
Červený létající jelen sochaře Michala Gabriela u restaurace Červený jelen ve Šporkově paláci v Praze.

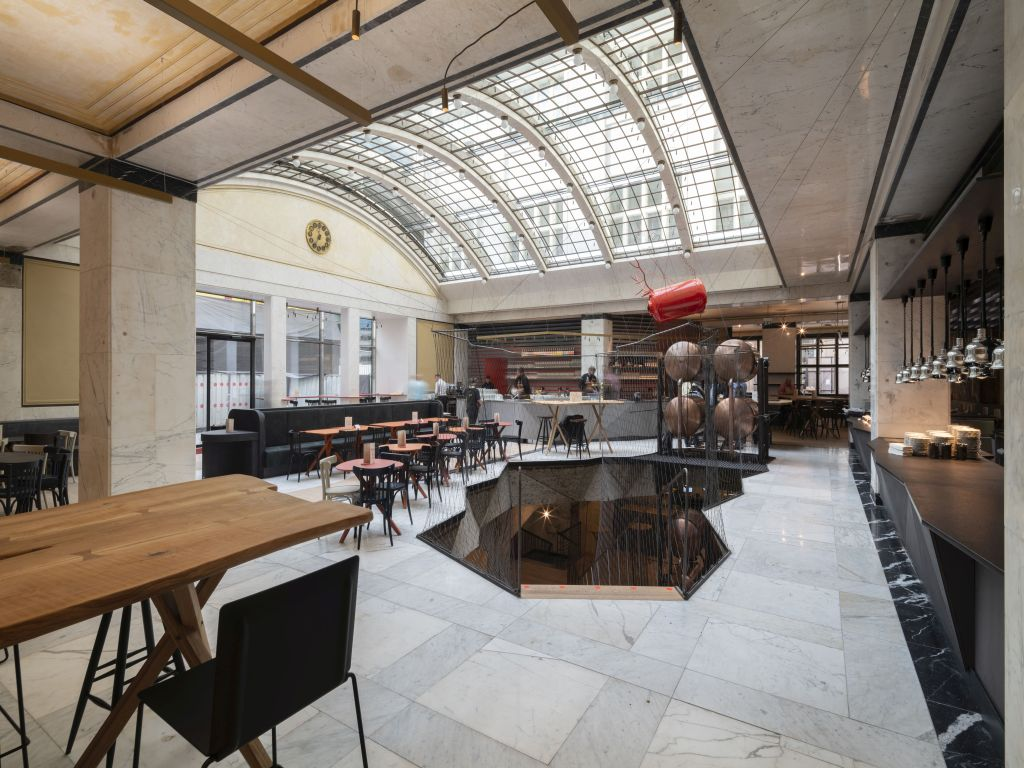
Interiér restaurace Červený jelen ve Šporkově paláci v Praze z dílny architekta Stanislava Fialy.

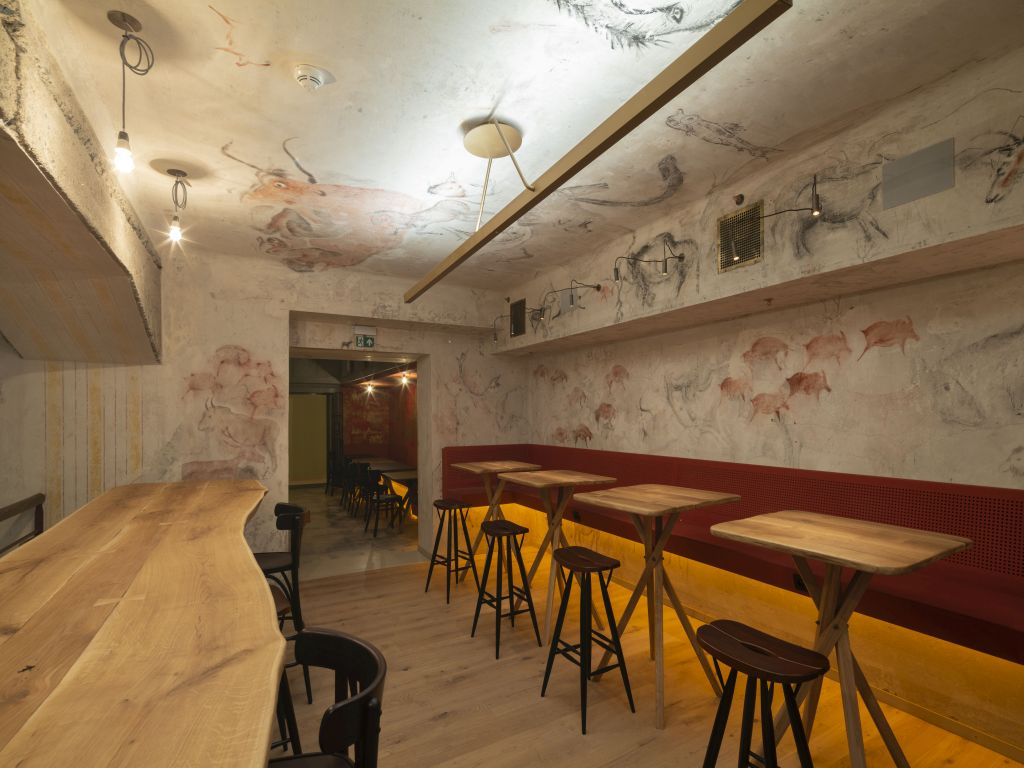
Interiér restaurace Červený jelen ve Šporkově paláci v Praze z dílny architekta Stanislava Fialy a s nástěnnými malbami Patrika Hábla.

## Historie
Historie původních prostor současné restaurace sahá až do doby pozdního baroka, kdy zde byl kolem roku 1780 vystavěn Swéerts-Sporckův palác. Původní palác byl dokončen roku 1790 podle návrhu Ignáce Jana Nepomuka Palliardiho. V části hlavní budovy vznikla ve 20. letech 20. století Anglicko-československá banka. V roce 1923 vznikla dvě nová administrativní křídla podle návrhu Karla Jaraye, která měla sloužit pouze dočasně, avšak díky příchodu druhé světové války se tato křídla dochovala dodnes. V stejné době vznikla také hlavní bankovní hala a trezor, jejichž podobu navrhl Josef Gočár. Podle jeho návrhu došlo k zásadním prostorovým změnám. Z původní budovy zanechal pouze klasicistní fasádu a za ní vybodoval novostavbu ve stylu konstruktivismu. Dominantou banky byl převážně klenutý strop bankovní haly ze sklobetonu. Stavba byla dokončena v roce 1925. Během druhé světové války banka o svou budovu přišla a její prostory využívalo Gestapo jako své sídlo. Po válce a nástupu komunistů k moci v roce 1948 prostory banky znárodnili komunisté a zřídili zde svůj místní sekretariát.[ujasnit] V roce 1958 získala budova památkovou ochranu, ale majitelé nemovitosti se často měnili, což mělo za následek často necitelné úpravy interiéru.

## Současnost
V roce 2005 začaly být prostory budov Hybernská 5 opakovaně vydávány do dražeb Českými dráhami. V roce 2011, v pořadí šesté dražbě, zakoupila objekt společnost SEBRE. V té době začal vznikat projekt podle návrhu architekta Stanislava Fialy, který byl realizován v roce 2019. Architektonicky zde Fiala navazuje na kubismus typický pro Gočára. Došlo k průřezu stropu původního bankovního trezoru a následnému otevřenému propojení všech pater budovy. Tímto průřezem se do všech pater budovy dostalo denní světlo, až do třípatrového suterénního podlaží, sloužícího dříve jako trezor banky. Obnažený průřez betonem ukazuje, jakým způsobem byl trezor stavěn. Střídala se vrstva betonu s 2,5 centimetrovými litinovými pláty s trny zalité opět do betonu. Celá vrstva byla silná jeden metr. Takto silná betonová stěna se nachází ve všech stranách: ve stropě, v suterénu i v základové desce. Takto koncipovaná stavba by byla vhodná pouze ke skladování, což ale odporovalo záměru rekonstrukce, nebo by byla vyhovující pivovar, který zde chvilku fungoval. Po jeho zkrachování se prostory využily jako hospoda a restaurace Červený jelen. Díky otevření prostoru i pater zde byla umístěna vysoká tanková věž s dvanácti měděnými tanky s využitelným objemem 529 litrů a třináctým červeným tankem s parohy jako skulptura opět odkazující k tématu červeného jelena. Jedná se tak o nejvyšší pivní věž v Česku. Restaurace disponuje čtyřmi patry s celkovou kapacitou sedmi set míst, včetně pěti salonků. Nejnižší podlaží je věnované cukrárně, restauraci a následuje čtyřpodlažní pivnice. Vyšší parta jsou určena, podobně jako za dob banky, pro kancelářské prostory.

## Odkaz k historii
Původním majitelem paláce byl hrabě Špork, zakladatel českého myslivectví, řádu sv. Huberta a donátor umění. K jeho zálibě v myslivectví poukazuje nejen název restaurace, ale také sochy létajících červených jelenů v nově zbudované uličce svatého Huberta, patrona lovců a myslivců, z dílny českého sochaře Michala Gabriela. O interiérové malby připomínající pravěké jeskynní malby se zasadil malíř Patrik Hábl se svými studenty z UPRUM. Kromě maleb zdobí interiér také červené paroží od pasíře Josefa Ryšlavého.